# Фоден, Фил
Фи́лип Уо́лтер Фо́ден (англ. Philip Walter Foden; родился 28 мая 2000, Стокпорт), более известный как Фил Фоден (англ. Phil Foden) — английский футболист, полузащитник клуба Премьер-лиги «Манчестер Сити» и национальной сборной Англии. Участник двух чемпионатов Европы (2020 и 2024) и чемпионата мира 2022.

## Клубная карьера
Фоден с детства является болельщиком клуба «Манчестер Сити» и в восьмилетнем возрасте записался в клубную академию. Перед началом сезона 2017/18 он отправился с «Сити» в предсезонное турне по США. В рамках турне он провёл свой первый матч за основной состав против «Манчестер Юнайтед». После игры тренер Хосеп Гвардиола высоко отозвался о Фодене: «Давно я не видел чего-то подобного. Его игра была на новом уровне.»
21 ноября 2017 года дебютировал в основном составе «Сити» в возрасте 17 лет и 177 дней в матче Лиги чемпионов против «Фейеноорда», выйдя на замену Яя Туре. 16 декабря 2017 года дебютировал в Премьер-лиге, выйдя на замену Илкаю Гюндогану в матче против «Тоттенхэм Хотспур».
Первый мяч за клуб забил 25 сентября 2018 года, поразив ворота клуба «Оксфорд Юнайтед» (3:0) отличившись на 90+2-й минуте с передачи Рахима Стерлинга.Также в той встрече на 78-й минуте отдал голевую передачу на Рияда Мареза.Первый мяч в чемпионате Англии забил 20 апреля 2019 года в матче 35-го тура против «Тоттенхема» (1:0) отличившись на 5-й минуте встречи с передачи Серхио Агуэро.
2 октября 2022 года оформил первый хет-трик в карьере, трижды поразив ворота «Манчестер Юнайтед» (6:3) отличившись на 8-й 44-й и 73-й минутах.14 октября 2022 года продлил контракт с клубом до 2027 года.
19 декабря 2023 года дебютировал на клубном чемпионате Мира в матче против японского клуба «Урава Ред Даймондс», выйдя в стартовом составе и на 65-й минуте был заменён на Хулиана Альвареса.22 декабря в финале турнира против бразильского «Флуминенсе» (4:0) забил первый гол на клубном чемпионате мира.

## Карьера в сборной
29 октября 2015 года дебютировал в составе сборной Англии до 16 лет в матче против сверстников из Нидерландов.
С 2016 года выступает в составе сборной Англии до 17 лет. В 2017 году в составе сборной принял участие в чемпионате Европы (дошёл до финала) и чемпионате мира. Он помог своей команде выиграть чемпионат мира и был признан лучшим игроком турнира, получив «Золотой мяч». В 2017 году Фоден получил приз Би-би-си, ежегодно вручаемый лучшему молодому спортсмену.
Летом 2019 года Фил был приглашён в сборную Англии до 21 года для участия в чемпионате Европы среди молодёжных команд, который состоялся в Италии. В первом матче в группе против Франции он отличился голом на 54-й минуте, но его команда уступила 1:2.
5 сентября 2020 года дебютировал за первую сборную Англии в матче Лиги наций УЕФА против сборной Исландии.

## Статистика выступлений
Данные обновлены по состоянию на 25 января 2025 года
| Выступление      | Выступление      | Выступление      | Чемпионат | Чемпионат | Кубки | Кубки | Еврокубки | Еврокубки | Прочие | Прочие | Итого | Итого |
| Клуб             | Лига             | Сезон            | Игры      | Голы      | Игры  | Голы  | Игры      | Голы      | Игры   | Голы   | Игры  | Голы  |
| ---------------- | ---------------- | ---------------- | --------- | --------- | ----- | ----- | --------- | --------- | ------ | ------ | ----- | ----- |
| Манчестер Сити   | Премьер-лига     | 2017/18          | 5         | 0         | 2     | 0     | 3         | 0         | 0      | 0      | 10    | 0     |
| Манчестер Сити   | Премьер-лига     | 2018/19          | 13        | 1         | 8     | 5     | 4         | 1         | 1      | 0      | 26    | 7     |
| Манчестер Сити   | Премьер-лига     | 2019/20          | 23        | 5         | 9     | 1     | 5         | 2         | 1      | 0      | 38    | 8     |
| Манчестер Сити   | Премьер-лига     | 2020/21          | 28        | 9         | 9     | 4     | 13        | 3         | 0      | 0      | 50    | 16    |
| Манчестер Сити   | Премьер-лига     | 2021/22          | 28        | 9         | 6     | 2     | 11        | 3         | 0      | 0      | 45    | 14    |
| Манчестер Сити   | Премьер-лига     | 2022/23          | 32        | 11        | 7     | 3     | 8         | 1         | 1      | 0      | 48    | 15    |
| Манчестер Сити   | Премьер-лига     | 2023/24          | 35        | 19        | 6     | 2     | 8         | 5         | 4      | 1      | 53    | 27    |
| Манчестер Сити   | Премьер-лига     | 2024/25          | 18        | 7         | 3     | 0     | 6         | 3         | 0      | 0      | 27    | 10    |
| Манчестер Сити   | Итого            | Итого            | 182       | 61        | 50    | 17    | 58        | 18        | 7      | 1      | 297   | 97    |
| Всего за карьеру | Всего за карьеру | Всего за карьеру | 182       | 61        | 50    | 17    | 58        | 18        | 7      | 1      | 297   | 97    |

## Достижения

### Командные достижения
«Манчестер Сити»
- Чемпион Англии (6): 2017/18, 2018/19, 2020/21, 2021/22, 2022/23, 2023/24
- Обладатель Кубка Англии (2): 2018/19, 2022/23
- Обладатель Кубка Английской футбольной лиги (4): 2017/18, 2018/19, 2019/20, 2020/21
- Обладатель Суперкубка Англии (2): 2018, 2019
- Победитель Лиги чемпионов УЕФА: 2022/23
- Финалист Лиги чемпионов УЕФА: 2020/21
- Обладатель Суперкубка УЕФА: 2023
- Победитель Клубного чемпионата мира: 2023

Итого: 17 трофеев
Сборная Англии
- Победитель чемпионата мира (до 17 лет): 2017
- Серебряный призёр чемпионата Европы (2): 2020, 2024

### Личные достижения
- «Золотой мяч» лучшему игроку чемпионата мира (до 17 лет): 2017[18]
- Молодой спортсмен года по версии BBC: 2017[19]
- Обладатель приза Алана Хардекера: 2020[20]
- Молодой игрок сезона в Премьер-лиге (2): 2020/21[21], 2021/22[22]
- Молодой игрок года по версии ПФА (2): 2020/21[23], 2021/22[23]
- Футболист года по версии Ассоциации футбольных журналистов: 2023/24[24]
- Игрок сезона английской Премьер-лиги: 2023/24[25]
- Игрок года по версии футболистов ПФА: 2023/24[26]
- Член символической сборной Лиги чемпионов УЕФА (2): 2020/21[27], 2023/24[28]
- Член «команды года» по версии ПФА: 2023/24[29]

## Личная жизнь
Фоден находится в отношениях с Ребеккой Кук. У пары есть сын Ронни (родился в январе 2019 года) и дочь (родилась в 2021 году). В июне 2024 года, во время проведения Евро-2024, у пары родился третий ребенок (сын).